# Il giorno dei dinosauri
Il giorno dei dinosauri o Il drive-in 2 (non uno dei soliti seguiti) (The Drive-In 2: Not Just One of Them Sequels, 1989) è un romanzo fantascientifico di Joe R. Lansdale.
È il secondo romanzo della trilogia del Drive-in.
È stato pubblicato in italiano per la prima volta nel 1994 nella collana di fantascienza Urania, e ripubblicato nel 1999 nella collana Einaudi Stile Libero, assieme al primo romanzo Il drive-in, in un volume dal titolo La notte del drive-in.

## Trama
Dopo le crude vicende avvenute nel primo romanzo della saga, Jack e Bob si trovano insieme a Banditore nell'ambiente desertico dove hanno da poco visto passare un 
Tyrannosaurus rex.
Per prima cosa seppelliscono il cadavere del predicatore, morto sul retro del camper. Banditore riesce a dargli degna sepoltura fino ai piedi, che rimangono all'esterno e permettono così ad un altro dinosauro di afferrarlo con la bocca e di cibarsene.
Dopo di che il gruppo mette in moto la vettura e riprende il proprio viaggio esplorativo in quel luogo.
Decidono di accamparsi vicino ad un prato, in una verde radura confinante con le foreste che il gruppo ribattezza Jungle Home. 
Il giorno seguente Bob e Banditore vanno a caccia e a cercare provviste (anche frutta proveniente dagli alberi nella foresta) e Jack si mette a riempire ad un fiume i contenitori d'acqua fabbricati dal gruppo. Poco dopo, oltre gli alberi, il giovane sente il rumore di un'auto in movimento e va a dare un'occhiata. Scorge una Galaxy in pieno sbaraglio, che con il tubo di scappamento malandato abbandona la strada e prende a tutta velocità la via per la foresta andandosi a buttare nel fiume. Senza farsi perdere d'animo, Jack corre verso l'auto che è in pieno affondamento ed apre le portiere mentre questa sta cedendo verso il basso. All'interno vi trova un uomo bruciato vivo che, in quelli che sembrano essere i suoi ultimi attimi, lo prega di ucciderlo. Alla guida invece trova una giovane donna in stato di svenimento, che viene salvata da Jack. Dopo averla portata a riva il ragazzo le applica la respirazione artificiale, facendola vomitare e svegliandola. Riacquistata coscienza, la giovane si unisce a Jack e al resto del gruppo e si appresta a raccontargli la sua storia.
Dice di chiamarsi Grace e di venire da una cittadina texana chiamata Nacogdoches. Studente di antropologia ed archeologia, sognava di diventare istruttrice di karate dal momento che suo padre le dava lezioni di arti marziali fin dall'età di cinque anni, dandole le basi per diventare in seguito cintura nera. Non riusciva però a vedere un vero e proprio futuro nel mondo delle arti marziali, e fu così che su consiglio della madre decise di trovare un'alternativa. Comunque, insoddisfatta dei suoi studi, decise di abbandonare l'archeologia, e la sera dopo aver preso questa decisione incontrò, per uno scherzo del destino, la persona che quel venerdì l'avrebbe condotta all'Orbit: Timothy, un suo vecchio amico di infanzia che rincontrò dopo essersi fermata a guardare davanti alla sede di una confraternita studentesca in preda alle fiamme e soccorsa dai pompieri. 
Tra una cosa e l'altra Timothy la invitò ad andare all'Orbit insieme a lui e alla sua sorellina di dodici anni, Sue Ellen (a detta di Timothy, andava pazza per quella "roba horror"). Grace accettò trovandosi così coinvolta nell'incubo della cometa che tutti i personaggi conoscono.
I tre si nutrirono per un po' di tempo con il cibo del chiosco, ma quando questo iniziò a scarseggiare tentarono di cibarsi dei rivestimenti dei sedili della loro vettura, finendo per abituarsi a ciò.
Per proteggere Timothy, Sue Ellen e lei dagli atti di cannibalismo dovette ricorrere alle arti marziali. Presto arrivò il Re del Popcorn, e Sue Ellen e Tymothy si adeguarono a mangiare il suo composto di bibite gasate e popcorn dotati di bulbo oculare. Anche Grace stava per cedere a cibarsi del vomito del Re, ma poco tempo dopo giunse un uomo vicino alla loro vettura che si lasciò andare alla morte. La donna si fece passare il coltello da Timothy per poi cavare il fegato del defunto e mangiarselo. Timothy si mise a sgrannocchiargli un arto e Sue Ellen gli divorò lo stomaco, provocando per il disgusto una reazione di vomito a Grace, che non riuscì quindi a cibarsi di un essere umano. Presto il Re del Pocorn fu sconfitto e la luce ritornò. Mentre cercava qualche oggetto nel portabagagli dell'auto per liberare i malcapitati dalle croci venne stordita da Timothy che, per il panico, era frettoloso di andarsene. La donna si risvegliò in una delle radure insieme ai fratelli che si cibavano dei frutti degli alberi della foresta comparsa. Cercò di tornare nell'Orbit ormai abbandonato per liberare i malcapitati crocefissi, ma trovò le croci a terra e le vittime ormai sparite. Continuarono con la Galaxy di Timothy per la desertica strada giungendo in un luogo di accampamenti di sopravvissuti con un'insegna all'esterno di questa zona: 
CITTÀ DI MERDA. 
Trascorsero un po' di tempo insieme a quegli abitanti, che vivevano in maniera pacifica cibandosi di frutta ed abbeverandosi ai fiumi. 
Salutati i loro ospiti, che li rifornirono anche di una tanica di benzina, i tre proseguirono il loro viaggio mentre scendeva la notte. Grace, mentre Timothy e Sue Ellen si erano appisolati, iniziò ad intravedere delle strane ombre semoventi nella notte sbandando poi con l'auto. Svenne e si rianimò, accorgendosi che Timothy non era più nell'auto e che Sue Ellen era in preda al delirio credendo di essere ancora al drive-in. La donna scese dall'auto e recuperò Timothy, che stava sulla strada in preda alla follia con le sue mazze da golf, e poi i due si addentrarono armati di bastone e di mazza da golf tra le strade pervase dalle ombre per ritornare alla vettura. Vennero aggrediti da delle paranormali pellicole semoventi che si attorcigliarono intorno ai loro corpi, immobilizzandoli. Da lontano Grave poté scorgere la Galaxy, accorgendosi che due uomini stavano violentando la piccola Sue Ellen. Questi stessi aggressori vennero in loro soccorso, e con due paia di forbici tagliarono le pellicole e liberarono i due giovani per poi stordirli. Grace e Timothy si svegliarono insieme alla traumatizzata Sue Ellen legati al carro attrezzi dei loro aggressori, da cui presto scese l'abominio che faceva loro da capo: una creatura con il corpo di un umano ed un monitor televisivo per testa. Egli si presentò a loro come Popalong Cassidy, il Messia venuto in terra per svolgere ciò che il Re del Popcorn, come Giovanni Battista, aveva annunciato. 
Si appresta a narrare la sua storia.
Nella sua vita da umano fu il figlio di un predicatore che ebbe fin dall'infanzia un atteggiamento molto duro con lui, arrivando anche ad infierirgli fisicamente con una cintura. 
Cresciuto da teledipendente cinefilo ed andatosene di casa, l'uomo continuò a tirare avanti con un umile lavoro da benzinaio e a vivere con la testa nel mondo della televisione e del cinema fino a quando quel fatidico venerdì sera, preso da un impeto di follia, si recò armato di fucile e vestito da cowboy (più precisamente come il suo idolo Hopalong Cassidy) lungo una strada della sua cittadina ed uccise a sangue freddo un uomo, una donna ed il suo bambino. Ciò lo fece pervadere da una terribile euforia facendolo sentire come i suoi idoli televisivi e cinematografici.
In attesa di essere arrestato si recò all'Orbit, e venne coinvolto nella terribile vicenda. Dopo il ritorno della cometa rimase nel drive-in e si arrampicò su un'altissima piramide fatta di gusci di televisori, arrivando in uno strano ambiente composto dai fondali cinematografici nei quali poteva entrare, rendendo reali le scene che rappresentano. Qui ricevette da una non bene specificata entità la facoltà di cambiare il suo aspetto nel modo che avesse preferito: egli scelse allora di cambiare la sua testa con un televisore. Rubò poi un carro attrezzi assalendo con i suoi seguaci i malcapitati automobilisti.
Timothy venne bruciato vivo da Popalong Cassidy e i suoi scagnozzi; la stessa sorte avrebbe atteso anche Grace se questa non fosse riuscita a liberarsi, fuggendo col suo agonizzante compagno.
Dopo aver terminato il suo racconto, Grace annuncia ai suoi salvatori l'intenzione di tornare in soccorso di Sue Ellen; i tre uomini accettano di accompagnarla col camper. Alla Città di Merda Jack e Bob recuperano dei vestiti dai corpi di alcuni suicidi (il suicidio lì è permesso e regolamentato) e, durante una sosta notturna, Banditore viene investito e ucciso da un automobile. Il conducente, un cantante country di nome Steve, si ferma per portare soccorso. Siccome nel frattempo il camper è bruciato a causa di un fuoco non sorvegliato, si offre di aiutare il gruppetto nell'impresa, pur sapendo che è rischiosa. Quando il cadavere di Banditore incomincia a puzzare, viene sepolto alla bell'e meglio al margine della strada.
Giunti all'Orbit, trovano il cadavere di Sue Ellen seduto su un trono accanto a Popalong Cassidy, che non sembra passarsela bene: i suoi seguaci sono diminuiti e non riesce a opporsi alla sottrazione del corpo di Sue Ellen, che viene cremato da Grace e dai suoi amici; poco dopo si spegne come se avesse finito l'energia. 
Jack, Grace, Bob e Steve rimangono all'Orbit assieme a molti sopravvissuti. Grace rimane incinta di Jack ma poi lo abbandona in favore di Steve. Le donne che erano rimaste incinte durante il regno del Re del Popcorn e avevano mangiato il suo vomitocorn danno alla luce dei mostruosi bambini, ai quali Jack racconta la sua storia. 

## Edizioni
- (EN)   Joe R. Lansdale, Book Two: The Drive-In: Not Just One of Them Sequels, Bantam Spectra, 1989,  p. 158, ISBN 0-553-27905-X.
- Joe R. Lansdale, Il giorno dei dinosauri, traduzione di Delio Zinoni, Urania n°1224, Mondadori, 1994,  p. 143.
- Joe R. Lansdale, Il drive-in 2 (non uno dei soliti seguiti), traduzione di Delio Zinoni, in  Joe R. Lansdale, La notte del drive-in, Einaudi tascabili. Vertigo n°515, Einaudi, 1998,  p. 343, ISBN 88-06-14870-2. (l'edizione contiene i primi due romanzi della serie).

- Joe R. Lansdale, Il drive-in 2 (non uno dei soliti seguiti), traduzione di Delio Zinoni, in  Joe R. Lansdale, La notte del drive-in, postfazione di Niccolò Ammaniti, Einaudi tascabili. Stile libero n°1222, Einaudi, 2007,  p. 343, ISBN 978-88-06-17002-8. (l'edizione contiene i primi due romanzi della serie).
- Joe R. Lansdale, Il drive-in 2 (non uno dei soliti seguiti), traduzione di Delio Zinoni, in  Joe R. Lansdale, Drive-in: la trilogia, Super ET, Einaudi, 2012,  p. 539, ISBN 978-88-06-21198-1.